# Friedrich Wessel
Friedrich dit « Fritz » Wessel (né le 29 avril 1945 à Bonn) est un escrimeur allemand, pratiquant le fleuret.
Il remporte deux médailles d’or lors des Championnats du monde 1969 et 1970.
C’est le beau-frère de Ute Kircheis-Wessel.